# 愛是一把槍
《愛是一把槍》是一部2023年臺灣和香港合拍的劇情片，由李鴻其執導（導演處女作）並與林政勳合作編劇；李鴻其、林映唯、鄭青羽、林可人、李宇曜及宋柏緯主演。電影於2023年9月4日第80屆威尼斯影展舉行世界首映，並獲得路易吉·德·勞倫蒂斯-未來獅子獎。

## 劇情
故事圍繞在一位綽號叫「蕃薯」的小鎮青年。剛出獄的他想要重拾人生卻處處碰壁、毫無進展，只能在海邊做些不賺錢的工作。過去的人事物如幽魂般纏繞著他：從未出現的「老大」、負債累累的老媽，以及專門製造麻煩的老友「帽子」等。想要人生重開機的蕃薯，要如何擺脫過去、安穩度日？

## 演員
- 李鴻其飾演「蕃薯」
- 林映唯
- 鄭青羽
- 林可人
- 李宇曜
- 宋柏緯

## 獎項
| 年份 | 頒獎單位         | 獎項                                  | 入圍者         | 結果 |
| ---- | ---------------- | ------------------------------------- | -------------- | ---- |
| 2023 | 第80屆威尼斯影展 | 國際影評人週最佳影片                  | 《愛是一把槍》 | 提名 |
| 2023 | 第80屆威尼斯影展 | 路易吉·德·勞倫蒂斯-未來獅子獎最佳首作 | 《愛是一把槍》 | 獲獎 |
| 2023 | 第60屆金馬獎     | 最佳新導演                            | 李鴻其         | 提名 |
| 2024 | 第26屆台北電影獎 | 最佳導演                              | 李鴻其         | 提名 |
| 2024 | 第26屆台北電影獎 | 最佳剪輯                              | 秦亞楠         | 提名 |

## 外部連結
- 互联网电影数据库（IMDb）上《愛是一把槍》的资料（英文）